# Ingelstorp
Ingelstorp är en småort i Ystads kommun och kyrkby i Ingelstorps socken i Skåne. Här finns Ingelstorps kyrka.